# Edmond Boulle
Pour les articles homonymes, voir Boulle.
Edmond Boulle né le 9 octobre 1934 à Vallon-Pont-d'Arc, est un footballeur professionnel français évoluant au poste de milieu de terrain.

## Biographie
Formé au Nîmes Olympique de Pierre Pibarot, il fait ses premières apparitions dans l'effectif professionnel lors de la saison 1952-1953. Barré par de nombreux joueurs de talents dans le secteur offensif, il quitte le club et rallie le Perpignan Canet FC, en D2 pour la saison 1955-1956.
Dans le Roussillon, il devient un joueur apprécié de 2e division, ce qui lui permet de signer aux Girondins de Bordeaux en 1957. Le club au scapulaire entends bâtir une équipe solide pour rapidement retrouver l'élite. L'objectif est atteint en 1959, saison durant laquelle Edmond s'impose comme un buteur efficace puisqu'il inscrit 24 buts en 37 rencontres de championnat.
Il retrouve alors les terrains de 1re division, mais quelques semaines après le début du championnat, il quitte la Gironde et s'engage pour un autre grand nom du football français lui aussi relégué en D2, l'Olympique de Marseille. Pourtant l'aventure tourne court, il quitte le club en décembre pour rejoindre le FC Grenoble, qui évolue dans le même championnat soit son 3e club de la saison 1959-1960.
À Grenoble, il connaît de nouveau la première division, d'abord lors de la saison 1960-1961 où il inscrit 10 buts, puis celle de 1962-1963, chacune ponctuée par une relégation.
Par la suite, il rejoint l'Union Montilienne Sportive, club amateur, avec lequel il va connaître une dernière fois un championnat professionnel à 36 ans puisqu'en 1970, pour la première et dernière fois, l'on permet à des clubs amateurs d'évoluer en D2.

## Palmarès
- Championnat de France de D2 :
  - Champion : 1960 et 1962 (avec le FC Grenoble)